# Draba aspera
Draba aspera là một loài thực vật có hoa trong họ Cải. Loài này được Bertol. mô tả khoa học đầu tiên năm 1819.